# Menhire von Corcelles
Die Menhire von Corcelles stehen bei Corcelles-près-Concise im Kanton Waadt in der Schweiz, an einem Feldweg einige 100 m nordwestlich der Ortschaft. Die Menhirgruppe stammt aus neolithischer Zeit und trägt im Volksmund den Namen «Pierres Longues» oder «Les Pyramides».
Es handelt sich um vier Findlinge aus Granit, von denen drei Originale sind, während der vierte laut Aufschrift von 1840 von S. de Meuron als Ersatz für einen im 18. Jahrhundert entfernten Stein aufgestellt wurde. Die in einem Parallelogramm angeordneten Steine sind zwischen 2 und 2,5 Meter hoch. Der südöstliche Menhir weist Schälchen mit Durchmessern zwischen 3 und 9 cm auf.
Bei der 1994 durchgeführten Grabung entdeckte man in einem mit Kieselsteinen verfüllten Graben zwei weitere Menhire. Das vor allem aus Keramikfragmenten bestehende Fundmaterial erlaubt es, die Anlage in die 2. Hälfte des 5. Jahrtausends v. Chr. zu datieren. Es wird angenommen, dass die Megalithanlage als Ort sozialer bzw. religiöser Aktivitäten diente.